# 3月15日
3月15日（さんがつじゅうごにち）は、グレゴリオ暦で年始から74日目（閏年では75日目）にあたり、年末まであと291日ある。

## できごと

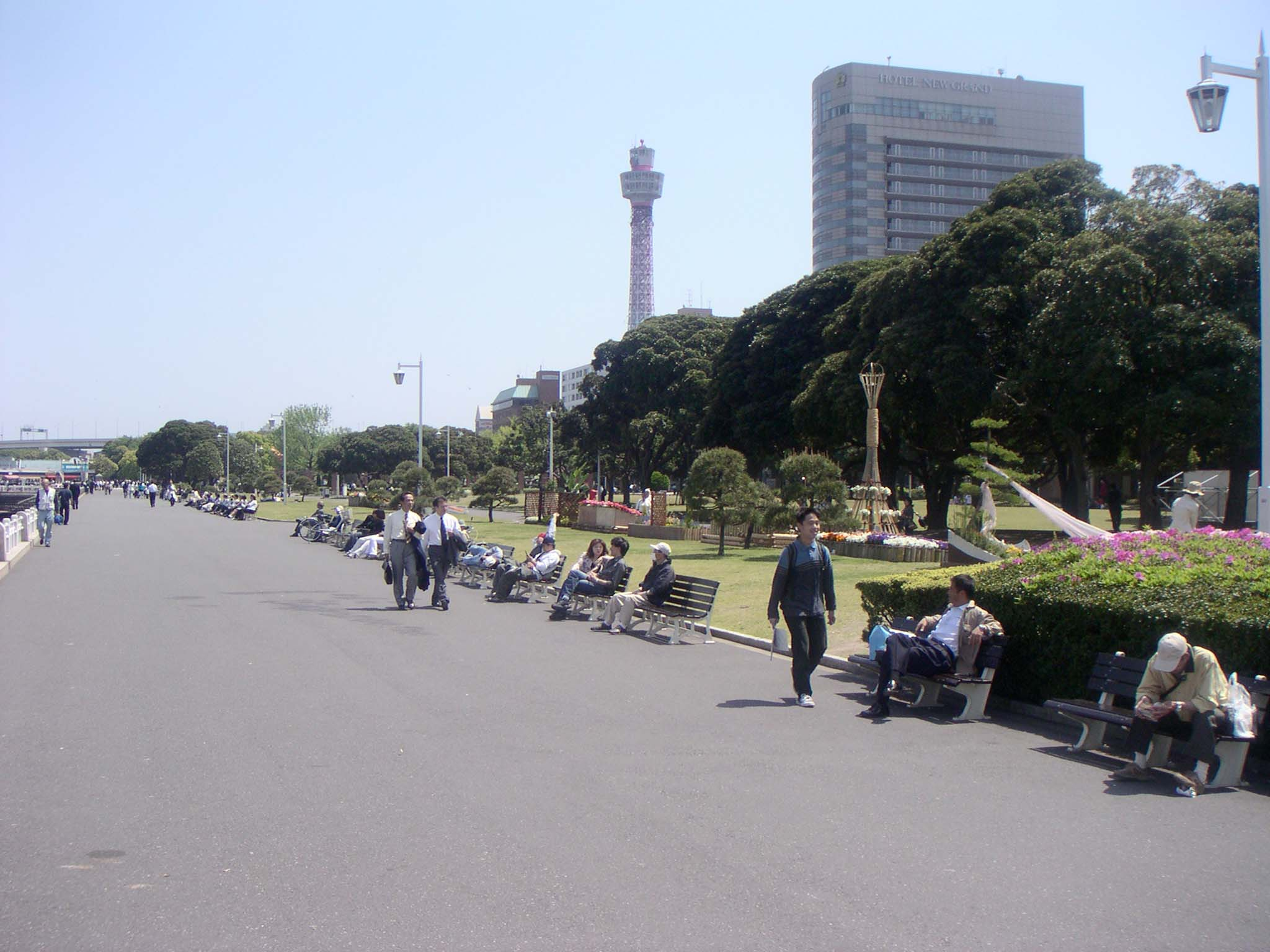
山下公園開園(1930)。画像は山下公園とマリンタワー。

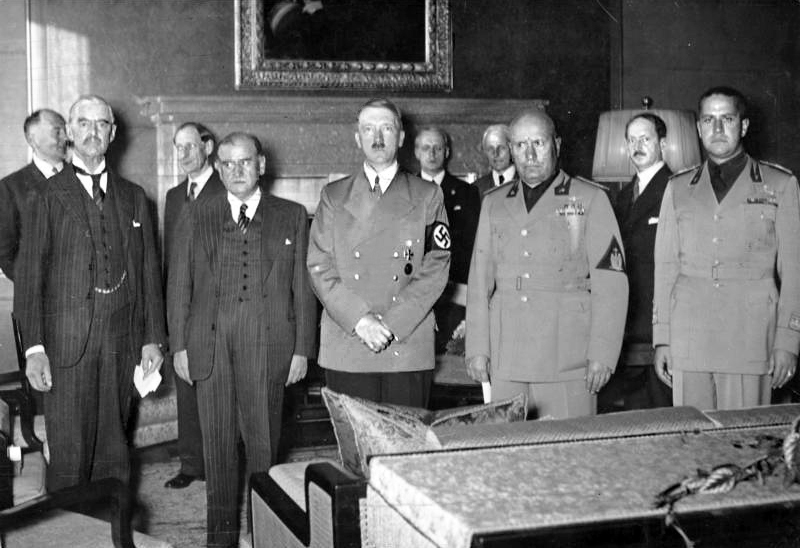
ナチス・ドイツによるチェコスロバキア併合(1939)。

- 紀元前44年 - ガイウス・ユリウス・カエサルがマルクス・ユニウス・ブルートゥスらに暗殺（英語版）される。
- 797年（延暦16年2月13日） - 『続日本紀』全40巻が完成する。
- 1493年 - クリストファー・コロンブスが、アメリカに到達した航海からスペインに帰還。
- 1564年 - ムガル帝国皇帝アクバルが非ヒンドゥー教徒に対するジズヤ（人頭税）の徴収を廃止。
- 1717年（享保2年2月3日） - 徳川吉宗が大岡忠相を江戸南町奉行に登用する。
- 1775年 - ジョゼフ・プリーストリーが酸素の発見の概要を記した論文を提出。
- 1781年 - アメリカ独立戦争: ギルフォード郡庁舎の戦い
- 1806年（文化3年1月26日） - 江戸幕府が文化の薪水給与令（撫恤令）を出す。
- 1820年 - ミズーリ妥協: マサチューセッツ州メイン地区が独立してアメリカ合衆国23番目の州・メイン州となる。
- 1827年 - トロント大学が創立される。
- 1890年 - 琵琶湖疏水の第1期工事が竣工。
- 1895年 - 京都で平安遷都1100年を記念して平安神宮を創建。
- 1906年 - ロールス・ロイス創業。
- 1910年 - 兵庫電気軌道、兵庫〜須磨間開業。
- 1914年 - 秋田仙北地震。
- 1916年 - ウッドロウ・ウィルソン米大統領がパンチョ・ビリャ討伐のためジョン・パーシング将軍指揮下遠征部隊12,000人をメキシコに派遣。
- 1917年（ユリウス暦3月2日） - ロシア革命：ロシア皇帝ニコライ2世が退位。
- 1920年 - 日本で、第一次世界大戦による好況の反動で株価が大暴落。戦後恐慌の始まり。
- 1922年 - エジプト王国のファード1世が、イギリスから条件付きで独立したエジプトの国王に即位。
- 1928年 - 三・一五事件。
- 1928年 - 関東大震災からの帝都復興で架橋された清洲橋が完成。
- 1930年 - 横浜の山下公園が開園。
- 1939年 - チェコスロバキア併合: ナチス・ドイツがベーメン・メーレン保護領を設置。チェコスロバキアが消滅。
- 1939年 - 全国の招魂社を護国神社に改称。
- 1943年 - 第二次世界大戦: 第三次ハリコフ攻防戦。ドイツ軍がハルキウ（ハリコフ）を再占領する。
- 1944年 - 第二次世界大戦: モンテ・カッシーノの戦いの第3回戦闘（ディッケンズ作戦）が始まる。
- 1945年 - 第二次世界大戦: 硫黄島の戦いで、アメリカ軍が硫黄島の完全占領を発表。
- 1947年 - 東京都35区制から22区制に変更（同年8月1日に練馬区追加で23区制）[1]。
- 1948年 - 民主自由党結党。
- 1951年 - パフラヴィー朝（イラン）で国内のイギリス資本の石油会社を国有化する法案が成立。
- 1956年 - ニューヨークでブロードウェイミュージカル『マイ・フェア・レディ』の公演開始。
- 1961年 - 南アフリカがイギリス連邦から脱退。
- 1961年 - 『宴のあと』裁判: 三島由紀夫の小説『宴のあと』でプライバシーを侵害されたとして有田八郎が三島を告訴。
- 1970年 - 大阪府吹田市千里丘陵で「日本万国博覧会」の一般入場が開始。同年9月13日まで開催され、2010年に開催された上海万博に抜かれるまで、万国博覧会史上最多となる6400万人超の入場者が訪れた[2]。
- 1972年 - 山陽新幹線の新大阪駅 - 岡山駅間が開業。
- 1980年 - 映画「ドラえもん のび太の恐竜」が公開。ドラえもん映画作品の第1作目。
- 1985年 - アメリカのコンピュータ製造会社シンボリックスが、世界初の.comドメイン"symbolics.com"を取得。
- 1987年 - 北海道の国鉄瀬棚線がこの日限りで廃止。
- 1987年 - 静岡県の国鉄二俣線が第三セクター鉄道・天竜浜名湖鉄道に転換。
- 1988年 - クラブ・キャッツアイ事件: 客に有料でカラオケ機器を利用させていたスナック店経営者に対し日本音楽著作権協会 (JASRAC) が著作権侵害として損害賠償を請求した事件で、最高裁判所がJASRACの訴えを認める判決を下す[3]。（カラオケ法理）
- 1990年 - ミハイル・ゴルバチョフがソビエト連邦大統領に就任。
- 1991年 - ドイツ統一: ドイツ最終規定条約が発効。
- 1992年 - 東京放送、文化放送、ニッポン放送、毎日放送、朝日放送のAMラジオ局5局が午前9時から同時に、日本初のAMステレオ放送の本放送を開始。
- 1997年 - ナゴヤドーム開業。
- 2003年 - 胡錦濤が中華人民共和国主席に就任。
- 2005年 - 東武伊勢崎線竹ノ塚駅踏切死傷事故: 東武伊勢崎線竹ノ塚駅踏切で事故発生、4人死傷。
- 2008年 - JR西日本おおさか東線 放出駅 - 久宝寺駅間が開業。
- 2011年 - 東日本大震災: 日経平均株価が1,000円以上を下げる大暴落。
- 2011年 - 静岡県東部地震発生。
- 2011年 - シリア南部ダルアー市内で反政府抗議行動が発生。長期間に及ぶシリア内戦のきっかけとなった[4]。
- 2013年 - 新幹線200系電車引退。すべての国鉄形新幹線が定期運用から退く。
- 2013年 - 東京メトロ副都心線との相互直通運転に伴い、東急東横線渋谷駅の高架ホームの営業終了。
- 2019年 - クライストチャーチモスク銃乱射事件: ニュージーランド、クライストチャーチにあるモスクで銃乱射事件が発生、51人が死亡し、40人が負傷した[5]。
- 2024年 - マクドナルドでグローバルなシステム障害が発生。日本のみならず豪州や香港、英国やドイツなどの海外でも営業を取りやめた店舗が発生した[6]。

## 誕生日

### 人物

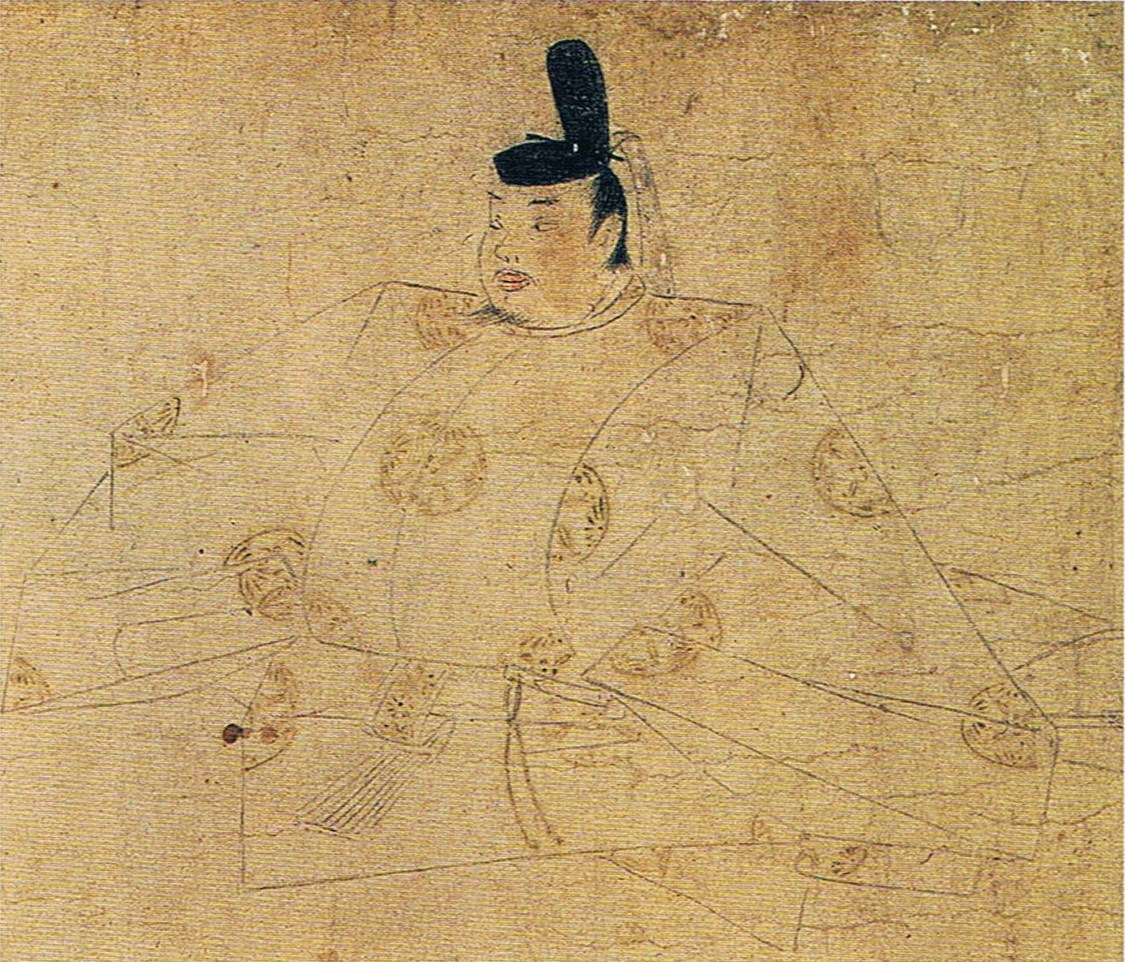
平安時代後期の公卿、藤原忠通(1097-1164)誕生。

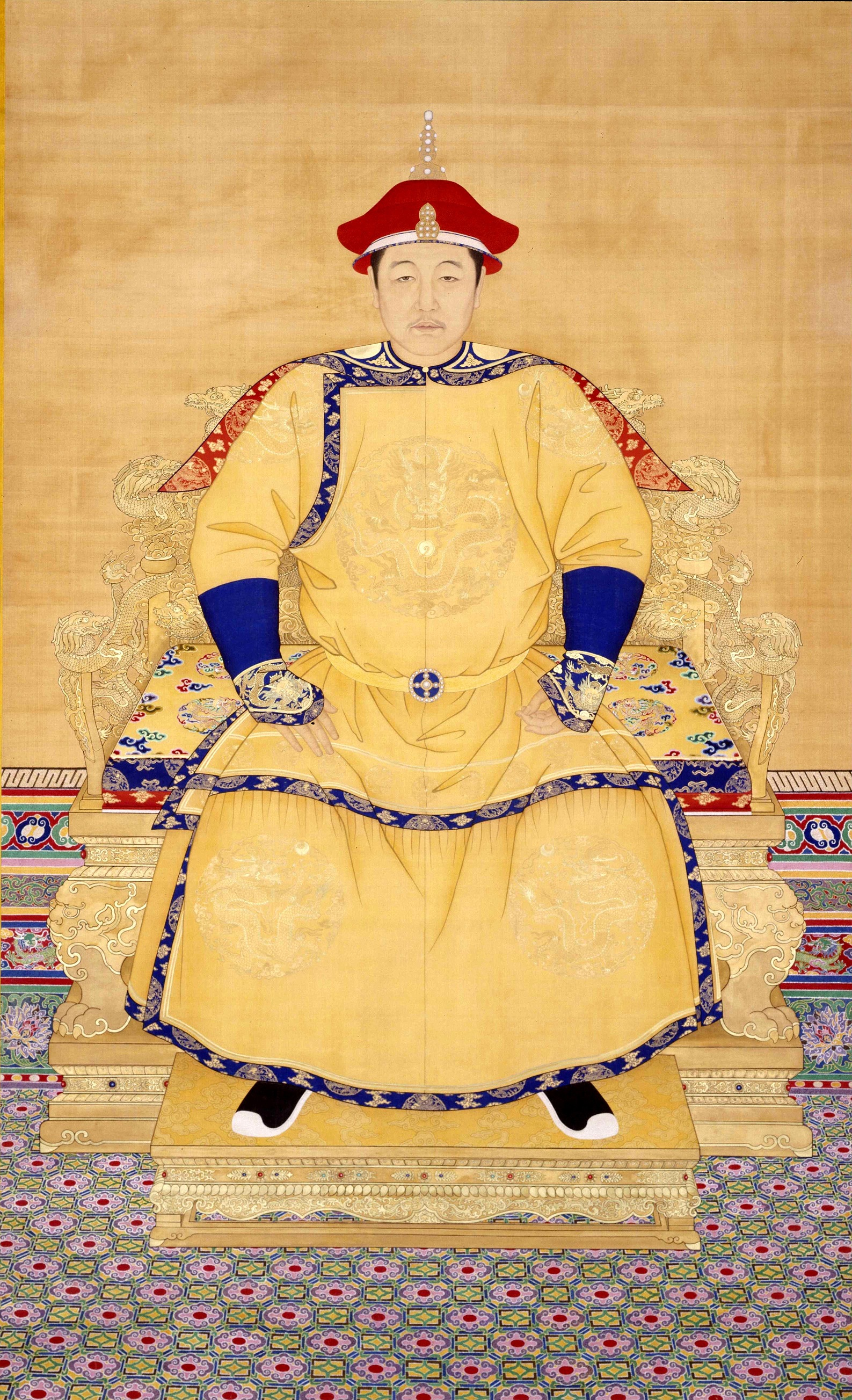
清の第3代皇帝、順治帝(1638-1661)誕生。

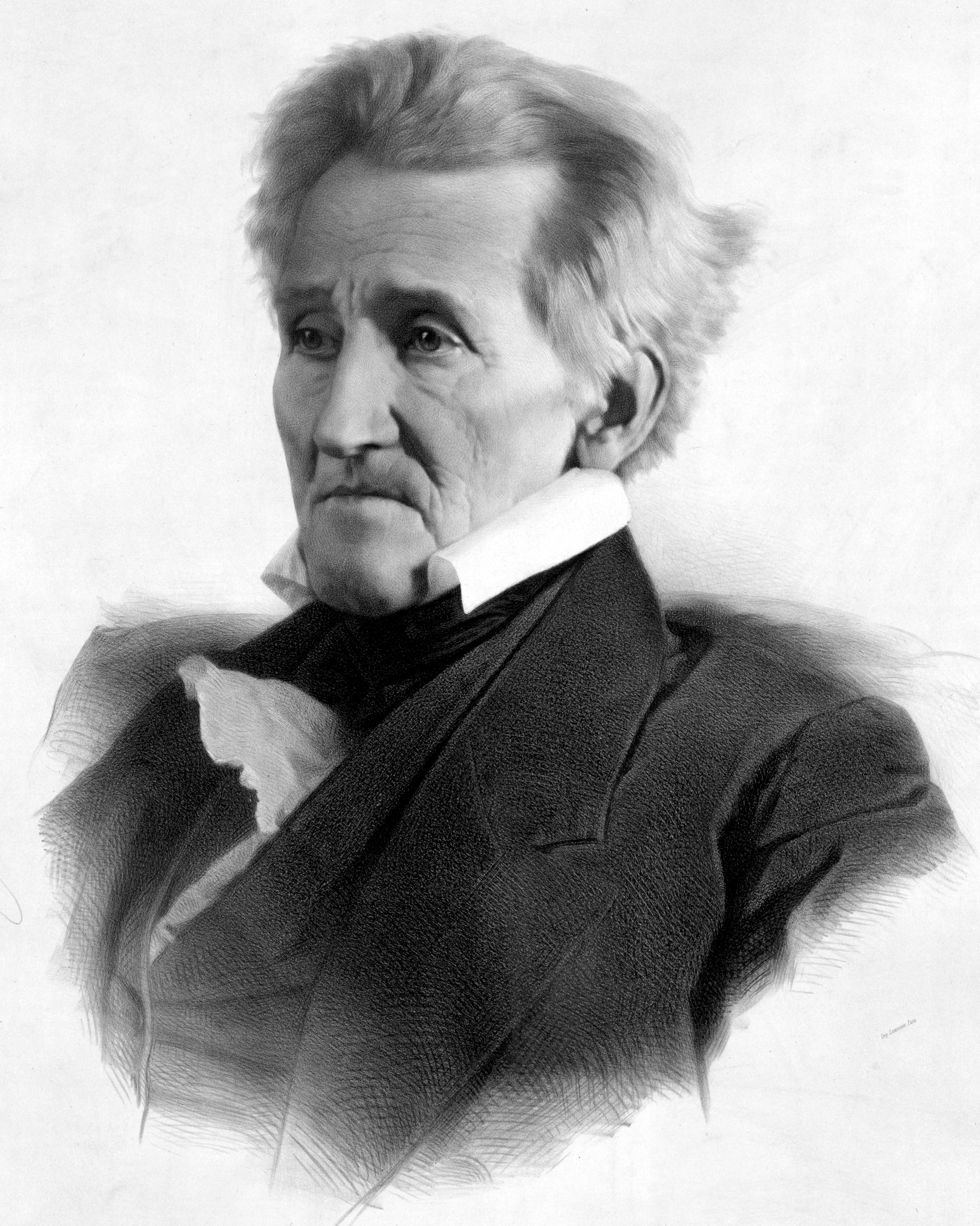
アメリカ合衆国の第7代大統領、アンドリュー・ジャクソン(1767-1845)誕生。

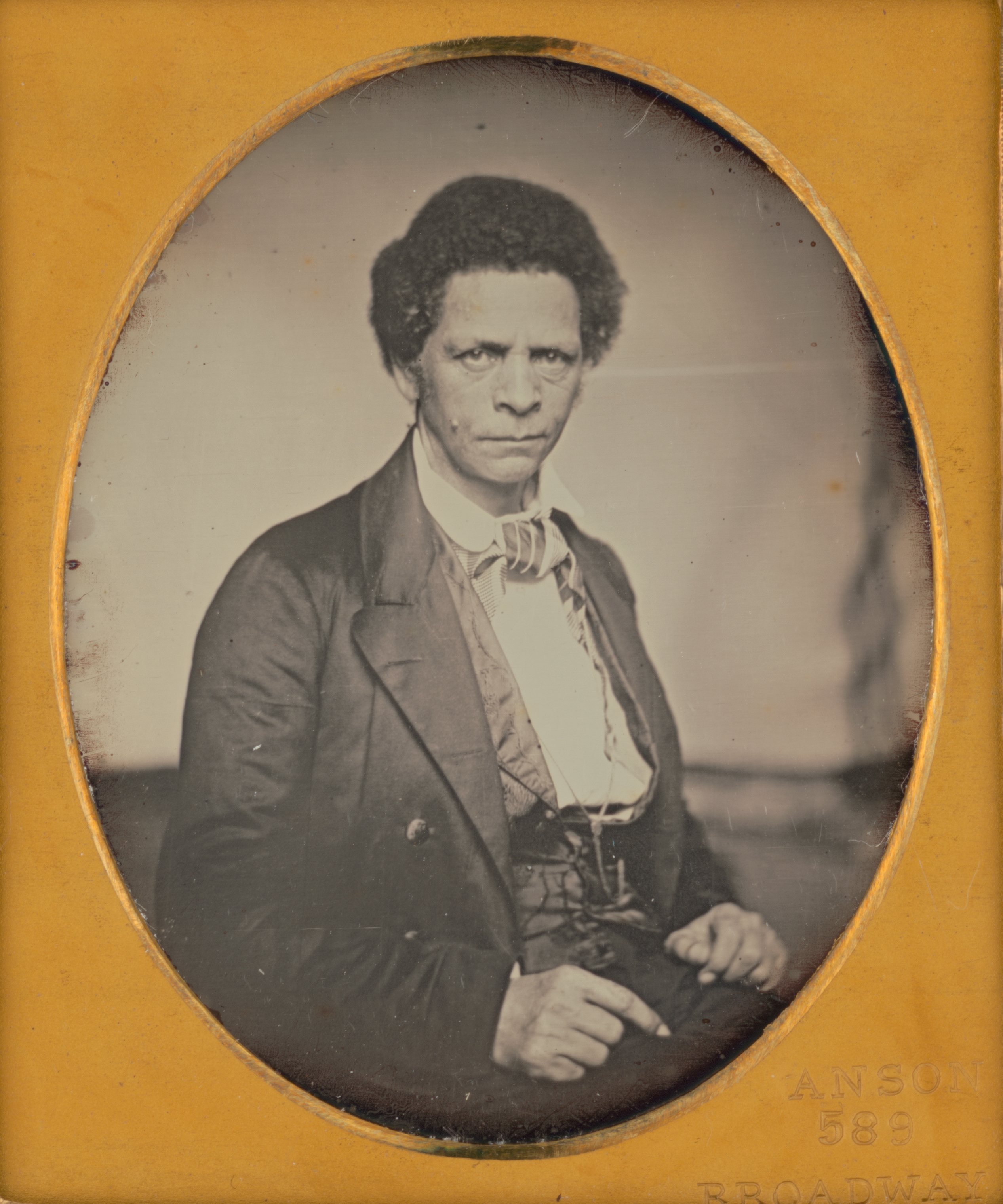
リベリア共和国の初代大統領、ジョセフ・ジェンキンス・ロバーツ(1809-1876)誕生。

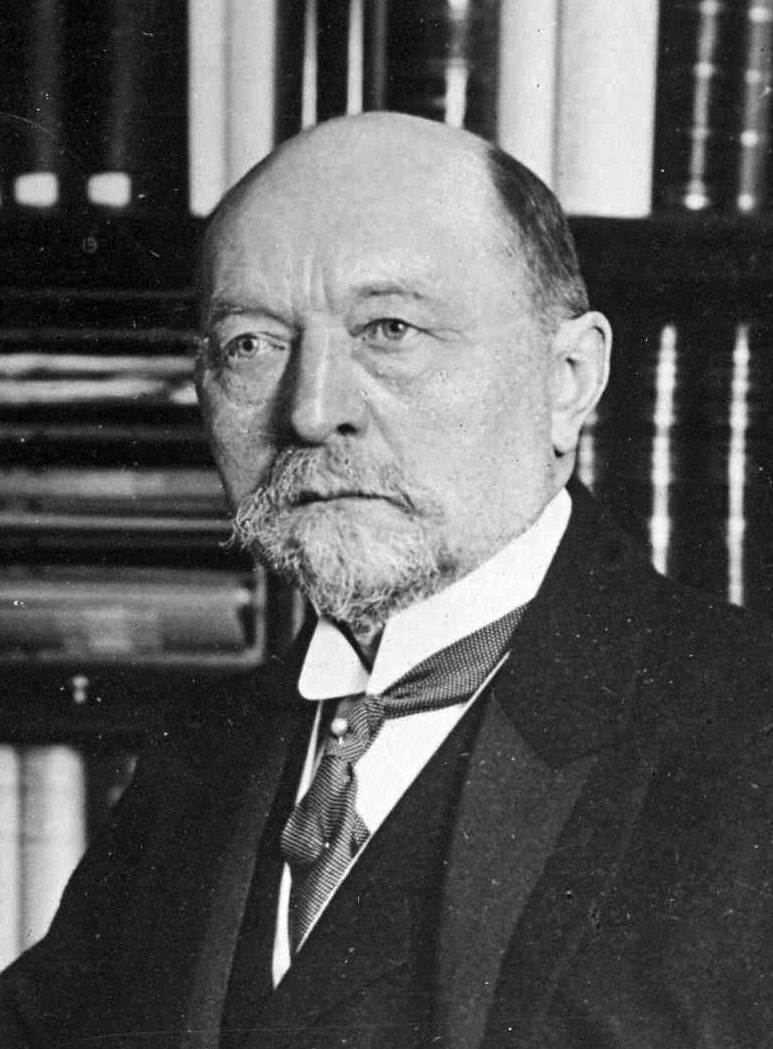
医学者エミール・アドルフ・フォン・ベーリング(1854-1917)誕生。ジフテリアの免疫血清を完成。

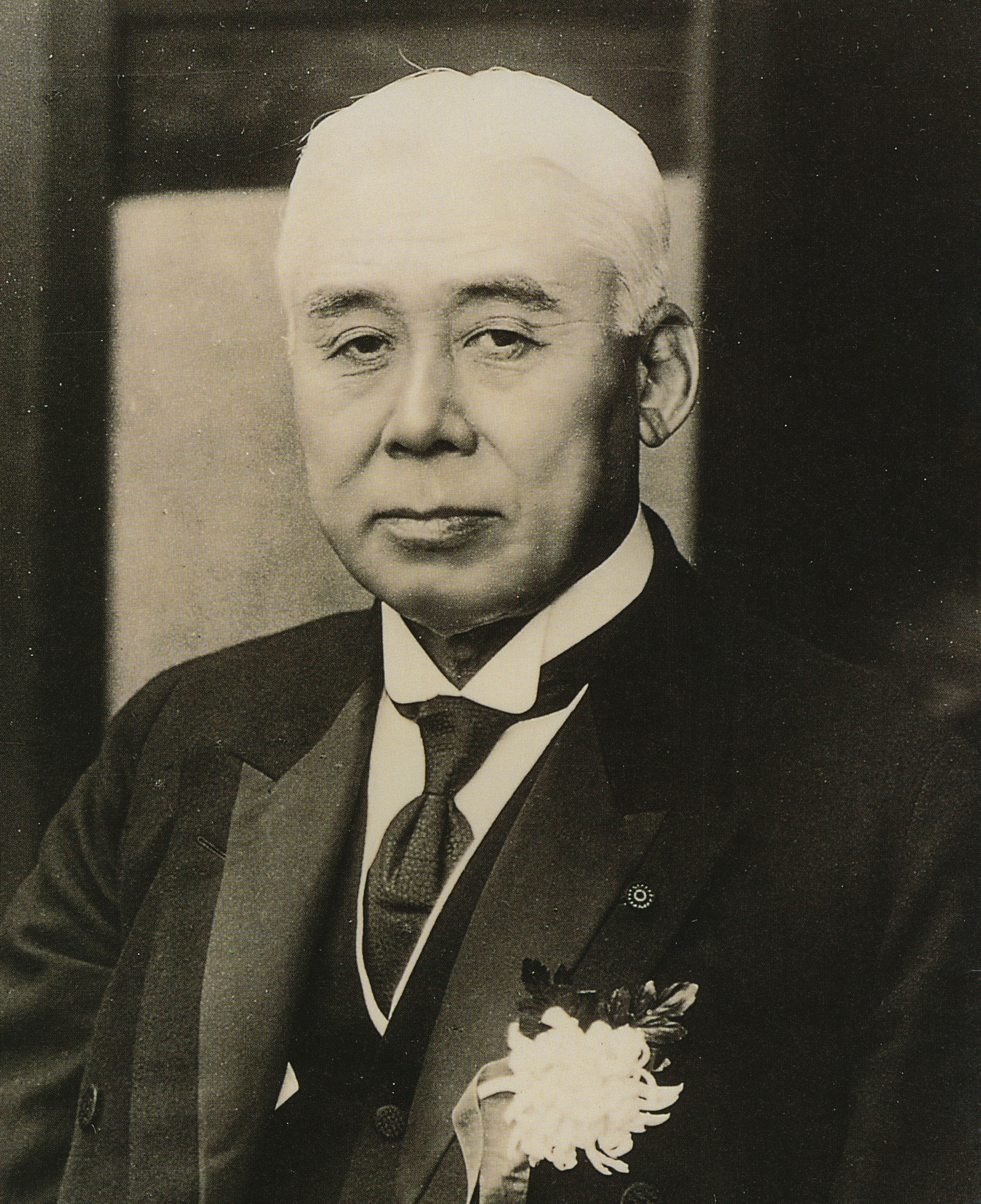
第19代内閣総理大臣、原敬(1856-1921)誕生。

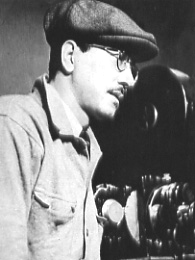
映画監督、山本嘉次郎(1902-1974)誕生。

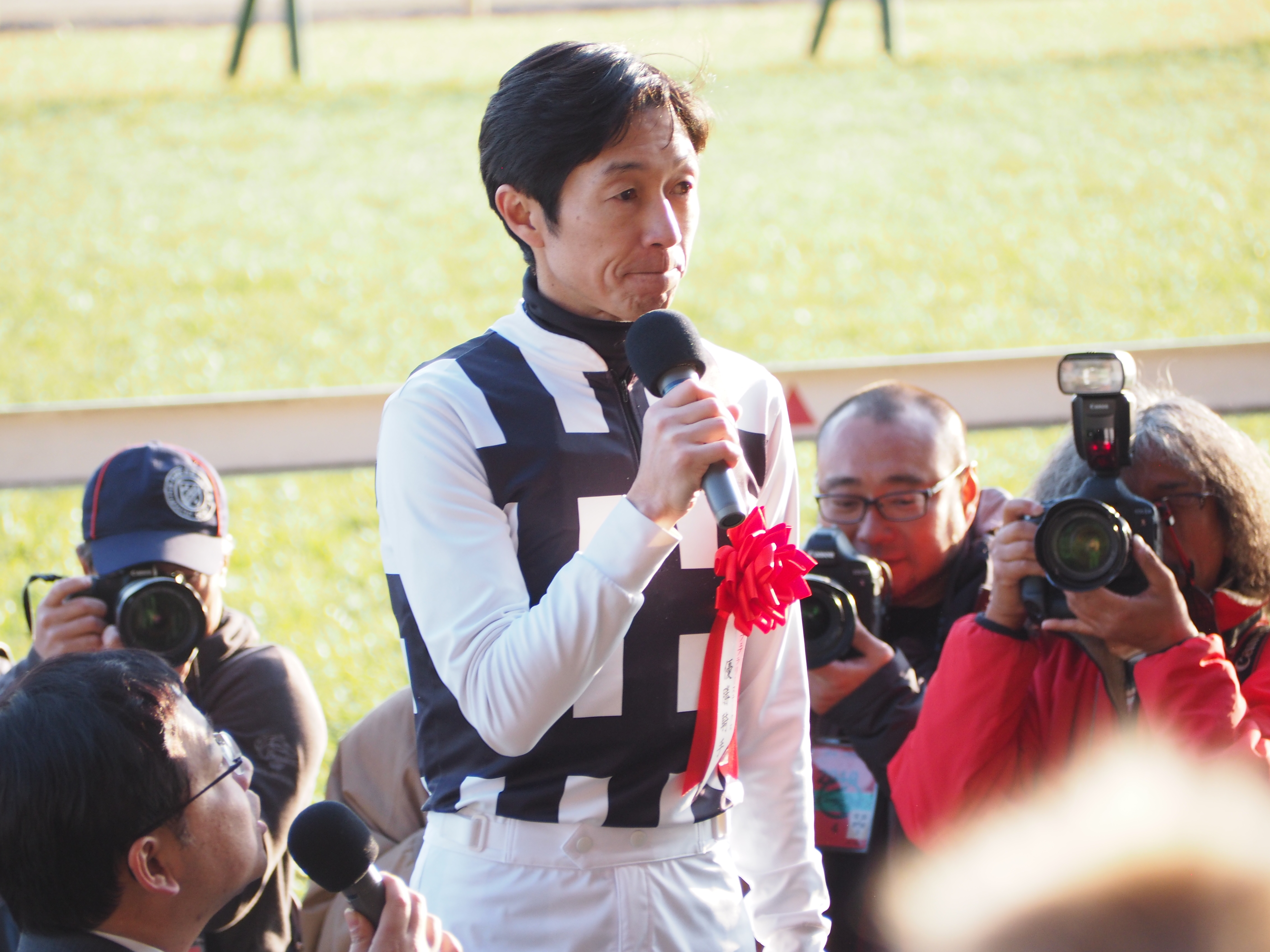
騎手、武豊(1969-)誕生。

- 1097年（承徳元年閏1月29日） - 藤原忠通、公卿（+ 1164年）
- 1492年 - アンヌ・ド・モンモランシー、軍人（+ 1567年）
- 1615年 - インノケンティウス12世、ローマ教皇（+ 1700年）
- 1638年（〈明〉崇禎11年/〈後金〉崇徳3年1月30日） - 順治帝、清の第3代皇帝（+ 1661年）
- 1713年 - ニコラ・ルイ・ド・ラカーユ、天文学者（+ 1762年）
- 1738年 - チェーザレ・ベッカリーア、法学者、経済学者、啓蒙思想家（+ 1794年）
- 1767年 - アンドリュー・ジャクソン、第7代米大統領（+ 1845年）
- 1779年 - 第2代メルバーン子爵ウィリアム・ラム、イギリス首相（+ 1848年）
- 1809年 - ジョセフ・ジェンキンス・ロバーツ、リベリア共和国初代大統領（+ 1876年）
- 1821年 - ヨハン・ロシュミット、化学者、物理学者（+ 1895年）
- 1821年 - エドゥアルト・ハイネ、数学者（+ 1881年）
- 1830年 - パウル・フォン・ハイゼ、作家（+ 1914年）
- 1830年 - ジョン・モーズビー、軍人、探検家（+ 1922年）
- 1835年 - エドゥアルト・シュトラウス1世、作曲家（+ 1916年）
- 1835年（天保6年2月17日） - 高橋泥舟、幕臣（+ 1903年）
- 1838年 - カルル・ダヴィドフ、チェリスト、作曲家（+ 1889年）
- 1845年（弘化2年2月8日） - 澤村田之助、歌舞伎役者（+ 1878年）
- 1847年 - レイ・ランケスター、動物学者（+ 1929年）
- 1849年（嘉永2年2月21日） - 末広鉄腸、政論家、新聞記者（+ 1896年）
- 1852年 - オーガスタ・グレゴリー、劇作家、詩人（+ 1932年）
- 1854年 - エミール・ベーリング、細菌学者（+ 1917年）
- 1856年（安政3年2月9日） - 原敬[7]、第19代内閣総理大臣（+ 1921年）
- 1860年 - ウォルター・ウェルドン、生物学者（+ 1906年）
- 1862年（文久2年2月15日） - 近藤たま、新選組局長、近藤勇の一人娘（+ 1886年）
- 1864年 - ヨハン・ハルヴォルセン、作曲家、指揮者 （+ 1935年）
- 1868年（慶応4年2月22日） - 岡倉由三郎、英語学者（+ 1936年）
- 1875年 - 蒲原有明、詩人（+ 1952年）
- 1876年 - 伊波普猷、民俗学者（+ 1947年）
- 1882年 - 橋田邦彦、医学者、第52代文部大臣（+ 1945年）
- 1884年 - 長谷川伸、小説家、劇作家（+ 1963年）
- 1886年 - ゲルダ・ヴィーグナー、画家、イラストレーター (+ 1940年)
- 1896年 - 鈴木龍二、実業家、第2代セントラル・リーグ会長（+ 1986年）
- 1902年 - 山本嘉次郎、映画監督（+ 1974年）
- 1902年 - 栗島すみ子、女優（+ 1987年）
- 1906年 - 野原正勝、政治家（+ 1983年）
- 1907年 - 川田晴久、俳優、コメディアン、ヴォードヴィリアン（+ 1957年）
- 1907年 - 真壁仁、詩人（+ 1984年）
- 1907年 - ツァラー・レアンダー、歌手、女優（+ 1981年）
- 1909年 - 都家かつ江、音曲師、女優（+ 1983年）
- 1911年 - 堀尾文人、元プロ野球選手（+ 1949年）
- 1912年 - ライトニン・ホプキンス、ブルースミュージシャン（+ 1982年）
- 1914年 - 宇佐美一夫、元プロ野球選手（+ 2000年）
- 1916年 - 五味川純平、小説家（+ 1995年）
- 1916年 - ハリー・ジェイムス、ジャズトランペット奏者（+ 1983年）
- 1917年 - ハンス・ラムバーグ、地球物理学者（+ 1998年）
- 1919年 - 安西均、詩人（+ 1994年）
- 1920年 - 玉腰忠義、元プロ野球選手（+ 1957年）
- 1920年 - エドワード・ドナル・トーマス、医学者（+ 2012年）
- 1921年 - 福島菊次郎、写真家（+ 2015年）
- 1921年 - 岡本三男、元プロ野球選手
- 1922年 - 広瀬習一、プロ野球選手（+ 1944年）
- 1923年 - 宮川ひろ、児童文学作家（+ 2018年）
- 1924年 - 千野敏子[8]、教育者（+ 1946年）
- 1925年 - 室賀三郎、計算機科学者（+ 2009年）
- 1925年 - バート・ボリン、気象学者（+ 2007年）
- 1926年 - 坂本文次郎、元プロ野球選手（+ 1994年）
- 1926年 - 五十嵐広三、政治家（+ 2013年）
- 1926年 - 辻久子、バイオリニスト（+ 2021年）
- 1927年 - 関根潤三、元プロ野球選手、監督（+ 2020年[9]）
- 1928年 - 坂本百大、哲学者（+ 2020年[10]）
- 1930年 - 黒崎健時、武道家、元空手家、元キックボクシング指導者
- 1930年 - ジョレス・アルフョーロフ、物理学者（+ 2019年）
- 1931年 - 山村正夫、推理作家（+ 1999年）
- 1932年 - 平岩弓枝、脚本家、小説家（+ 2023年）
- 1932年 - アラン・ビーン、宇宙飛行士（+ 2018年）
- 1933年 - 針すなお、漫画家、イラストレーター
- 1933年 - フィリップ・ド・ブロカ、映画監督（+ 2004年）
- 1933年 - 中牟礼貞則、ギタリスト
- 1933年 - 正司照枝、漫才師、女優（かしまし娘）（+ 2024年）
- 1934年 - 安藤元雄、詩人、フランス文学者
- 1934年 - ラドスラフ・クヴァピル、ピアニスト、作曲家
- 1935年 - ヨネヤマ・ママコ、舞踏家、パントマイマー（+ 2023年）
- 1935年 - 井箟重慶、実業家、元オリックス・ブルーウェーブ球団代表
- 1936年 - 西田篤弘、物理学者、宇宙科学研究所名誉教授（+ 2025年）
- 1939年 - 西部邁、評論家（+ 2018年[11]）
- 1940年 - フィル・レッシュ、ミュージシャン（グレイトフル・デッド）（+ 2024年）
- 1940年 - 佐々木吉郎、プロ野球選手（+ 2008年）
- 1940年 - トミー・マクレイン、シンガー、ソングライター（+ 2025年）
- 1941年 - 井上堯之、ミュージシャン（+  2018年[12]）
- 1941年 - マイク・ラヴ、ミュージシャン（ザ・ビーチ・ボーイズ）
- 1941年 - 森本敏、国際政治学者、航空自衛官、外交官、政治家
- 1942年 - 朝コータロー、歌手、ナレーター
- 1942年 - 高村正彦、政治家、衆議院議員、元外務大臣
- 1943年 - 森次晃嗣、俳優
- 1943年 - デヴィッド・クローネンバーグ、映画監督
- 1943年 - スライ・ストーン、ミュージシャン（スライ&ザ・ファミリー・ストーン)（+ 2025年）
- 1945年 - 竹之内雅史、元プロ野球選手
- 1946年 - ボビー・ボンズ[要出典]、元プロ野球選手（+ 2003年）
- 1947年 - ライ・クーダー、ミュージシャン
- 1947年 - ツトム・ヤマシタ、打楽器奏者
- 1948年 - 幹本雄之、声優
- 1948年 - 屋良有作、声優
- 1948年 - 堀井和人、元プロ野球選手
- 1948年 - 川内雄富、元プロ野球選手
- 1949年 - 杉田久雄、元プロ野球選手
- 1951年 - 中里綴、元女優、作詞家（+ 1988年）
- 1951年 - 盧永夏、囲碁棋士（+ 2024年）
- 1952年 - 長尾淳三、政治家
- 1952年 - スティーブ・ストローター、元プロ野球選手（+ 2018年）
- 1952年 - ハワード・ディヴォート、歌手 （バズコックス、マガジン、ラグジャリア(英語版)）
- 1954年 - 伊東たけし、サクソフォーン奏者
- 1954年 - ロバート・カバス、ウェイトリフティング選手
- 1955年 - 二又一成、声優
- 1955年 - 塚田三喜夫、歌手
- 1955年 - 石井直方、運動生理学者、ボディビルダー（+ 2024年）
- 1955年 - スティーヴ・リリーホワイト、音楽プロデューサー
- 1955年 - 李良枝、小説家（+ 1992年）
- 1956年 - 高橋葉介、漫画家
- 1958年 - 谷真一、元プロ野球選手
- 1959年 - レニー・ハーリン、映画監督、映画プロデューサー
- 1959年 - ハロルド・ベインズ、元プロ野球選手
- 1960年 - 横峯良郎、参議院議員、実業家、ゴルフコーチ
- 1961年 - 岡本哲司、元プロ野球選手
- 1961年 - ファビオ・ビオンディ、ヴァイオリニスト、指揮者
- 1961年 - サビーネ・ベース、フィギュアスケート選手
- 1962年 - 梶島正樹、アニメーター、キャラクターデザイナー
- 1962年 - 虫明洋一、実業家
- 1962年 - 朝比奈マリア、タレント、女優、画家
- 1962年 - マルクス・メルク、サッカー審判員
- 1963年 - 肥後克広、お笑いタレント（ダチョウ倶楽部）
- 1963年 - 弥生みつき、声優
- 1964年 - 杉谷満、元プロボクサー
- 1967年 - 武内直子、漫画家
- 1967年 - ロバート・ローズ、元プロ野球選手
- 1967年 - 斉藤律、ミュージシャン
- 1967年 - 菊池淳介、ラジオパーソナリティ、ディレクター
- 1968年 - カヒミ・カリィ、歌手
- 1969年 - 武豊、騎手
- 1969年 - 武藤潤一郎、元プロ野球選手
- 1969年 - キム・レイヴァー、女優
- 1970年 - 佳月大人、声優
- 1971年 - 純名里沙、女優
- 1974年 - 菊地由美、タレント
- 1974年 - 山田美樹、政治家
- 1975年 - ベセリン・トパロフ、チェスプレーヤー
- 1975年 - ピエール・ヌジャンカ、サッカー選手
- 1975年 - エヴァ・ロンゴリア・パーカー、女優
- 1975年 - ウィル・アイ・アム、ミュージシャン
- 1975年 - 坂口拓、俳優
- 1976年 - 品田寛介、元プロ野球選手
- 1977年 - 山本"KID"徳郁、総合格闘家（+ 2018年[13]）
- 1977年 - 小田幸平、元プロ野球選手
- 1977年 - 赤岡修次、騎手
- 1977年 - エイドリアン・バーンサイド、元プロ野球選手
- 1978年 - 木村登勇、元ボクサー、元日本ライト級・日本スーパーライト級王座
- 1978年 - 小林尊、フードファイター
- 1978年 - ジョシュ・マトス、野球選手
- 1979年 - 楽しんご、お笑い芸人
- 1979年 - 小林由梨、女優
- 1979年 - ケビン・ユーキリス、元プロ野球選手
- 1981年 - 三島来夢、元プロレスラー
- 1982年 - とにかく明るい安村、お笑いタレント（元アームストロング）
- 1982年 - 中村ゆり、女優（元YURIMARI）
- 1983年 - 塩川達也、元プロ野球選手
- 1983年 - 渋江譲二、俳優
- 1983年 - ショーン・ビガースタッフ、俳優
- 1984年 - 杉田沙緒里、グラビアアイドル
- 1984年 - イ・ユンジ、女優
- 1985年 - 飯田龍一郎、元プロ野球選手
- 1985年 - 喜矢武豊、ミュージシャン（ゴールデンボンバー）
- 1985年 - マイコ、女優
- 1985年 - ケラン・ラッツ、俳優、モデル
- 1985年 - 小手川喜常、野球選手
- 1986年 - 佐藤弥生、タレント
- 1986年 - 上尾野辺めぐみ、サッカー選手
- 1987年 - 渋谷桃子、元女優
- 1987年 - エリック・デッカー、アメリカンフットボール選手
- 1988年 - アンゲリカ・チホツカ、陸上競技選手
- 1988年 - 梅田悠、歌手、タレント（元SDN48）
- 1988年 - NANAE、歌手（seven oops）
- 1988年 - MAIKO、ドラマー（seven oops）
- 1988年 - 甲斐雄平、元プロ野球選手
- 1989年 - オンドジェイ・マズフ、サッカー選手
- 1990年 - 白河優菜、タレント（AppleTale）
- 1990年 - 石川理咲子、ファッションモデル
- 1991年 - 北乃きい、女優
- 1991年 - セルゲイ・クリフツォフ、サッカー選手
- 1993年 - 岡田ロビン翔子、タレント（元チャオ ベッラ チンクエッティ）
- 1993年 - ポール・ポグバ、サッカー選手
- 1994年 - 今村信貴、プロ野球選手
- 1994年 - iri、シンガーソングライター
- 1994年 - 伊田篤史、囲碁棋士
- 1994年 - 坂東瑞紀、元プロ野球選手
- 1995年 - 有安杏果、シンガーソングライター、写真家、元アイドル（元ももいろクローバーZ）
- 1995年 - 豊田萌絵、声優（StylipS）
- 1996年 - コナー・ボール、ミュージシャン（The Vamps）
- 1996年 - ジグ、音楽家、ボカロP
- 1997年 - 黒島結菜、女優
- 1998年 - 大谷映美里、アイドル（=LOVE、元アキシブproject）
- 1999年 - 根本凪、アイドル（元虹のコンキスタドール、元でんぱ組.inc）
- 1999年 - ジ・ヒョソク、プロアイスホッケー選手
- 2000年 - 仲村和泉、アイドル（SKE48）
- 2001年 - 井頭愛海、女優、元アイドル（元X21）
- 2001年 - 長谷川玲奈、声優、タレント、元アイドル（元NGT48）
- 2001年 - 原かれん、アイドル（元NMB48）
- 生年不詳 - 溝口功（ドン・マッコウ）、ミュージシャン
- 生年不詳 - 鈴奈沙也、声楽家、元宝塚歌劇団専科
- 生年不詳 - 大津愛理、声優
- 生年不詳 - 川島美菜子、声優
- 生年不詳 - 高津麻都香、声優
- 生年不詳 - 浅岡しゅく、漫画家
- 生年不詳 - 奥英樹、漫画家
- 生年不詳 - 小原ショウ、漫画家
- 生年不詳 - 鷹勢優、漫画家
- 生年不詳 - 水谷愛、漫画家
- 生年不詳 - 森生まさみ、漫画家

### 人物以外（動物など）
- 1962年 - キーストン、競走馬（+ 1967年）
- 1971年 - ノーザンテースト、競走馬、種牡馬（+ 2004年）
- 2003年 - マツリダゴッホ、競走馬
- 2006年 - まーご、田勢康弘の週刊ニュース新書に出演していた初代看板猫（+ 2014年）

## 忌日

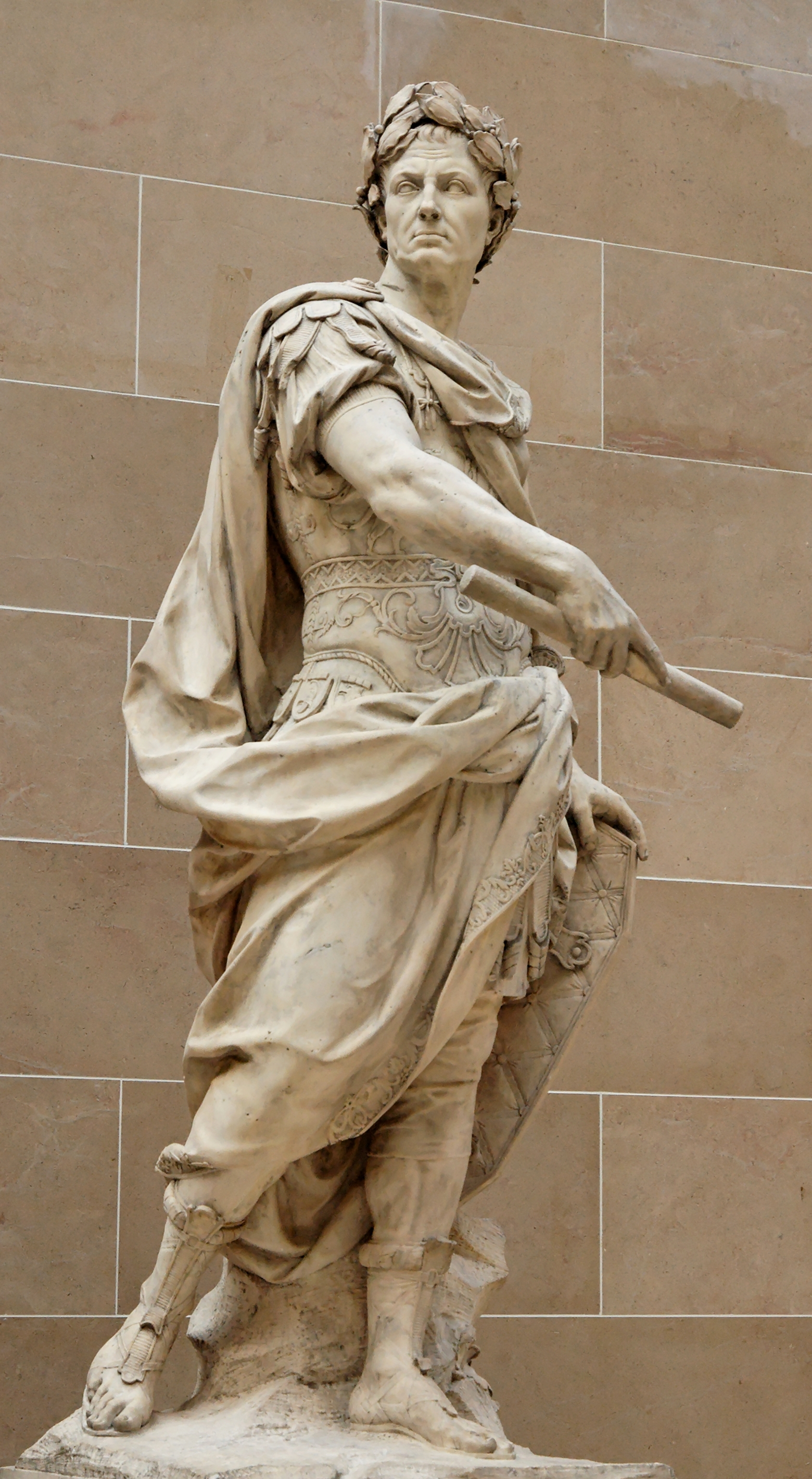
ガイウス・ユリウス・カエサル(BC100?-BC44)暗殺。画像はルーヴル美術館所蔵の立像。

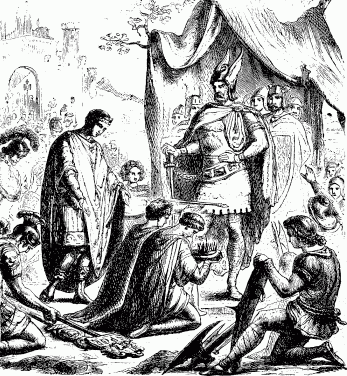
西ローマ帝国を滅ぼしイタリア王を称したオドアケル(433-493)暗殺。画像は、オドアケルに帝冠を渡すロムルス・アウグストゥルス。

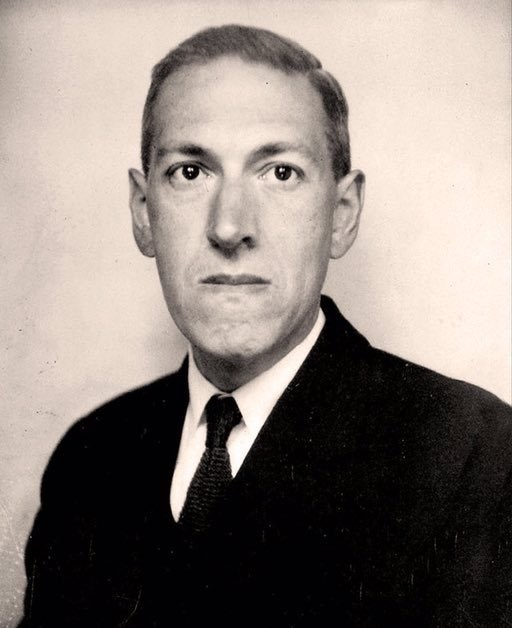
クトゥルフ神話の産みの親、ハワード・フィリップス・ラヴクラフト(1890-1937)病没。

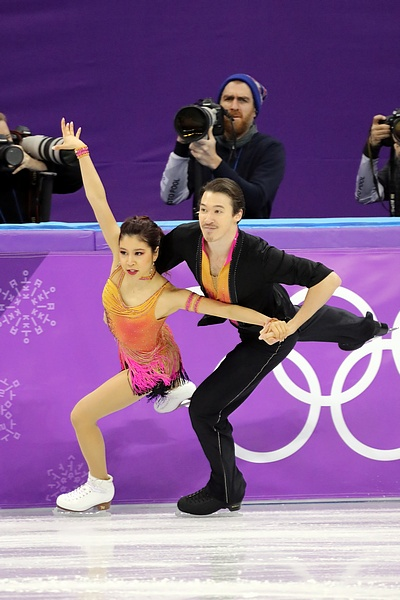
フィギュアスケート選手、クリス・リード(右側、1989-2020)急死。

- 紀元前44年 - ガイウス・ユリウス・カエサル、古代ローマの政治家（* 紀元前100年頃）
- 220年（建安25年1月23日） - 曹操、後漢末期の軍人、政治家。三国志の英雄の一人（* 永寿元年（155年））
- 493年 - オドアケル、イタリア王（* 433年）
- 1184年（元暦元年2月2日） - 樋口兼光、平安時代の武将
- 1272年（文永9年2月15日） - 北条時輔、六波羅探題南方（* 1248年）
- 1416年 - ジャン1世、ベリー公（* 1340年）
- 1575年 - アンニーバレ・パドヴァーノ、作曲家（* 1527年）
- 1648年（慶安元年閏1月21日） - 覚深法親王、仁和寺第21世門跡、後陽成天皇第一皇子（* 1588年）
- 1673年 - サルヴァトル・ローザ、作曲家、画家、詩人（* 1615年）
- 1842年 - ルイジ・ケルビーニ、作曲家（* 1760年）
- 1866年（慶応2年1月29日） - 松平信義、丹波亀山藩主、江戸幕府老中（* 1824年）
- 1868年（慶応4年2月22日） - 神保長輝、会津藩軍事奉行添役（* 1834年）
- 1881年 - フランツ・フォン・ディンゲルシュテット、詩人、劇作家、劇場支配人（* 1814年）
- 1882年 - トーマス・ヒル・グリーン、哲学者（* 1836年）
- 1891年 - テオドール・ド・バンヴィル、詩人、劇作家（* 1823年）
- 1897年 - ジェームス・ジョセフ・シルベスター、数学者（* 1814年）
- 1907年 - 池田伴親[14]、果樹園芸学者、東京帝国大学農科大学助教授（* 1878年）
- 1914年 - 長谷場純孝、政治家（* 1854年）
- 1917年 - 山路愛山、評論家、歴史家（* 1865年）
- 1918年 - リリ・ブーランジェ、作曲家（* 1893年）
- 1937年 - ハワード・フィリップス・ラヴクラフト、小説家（* 1890年）
- 1938年 - アレクセイ・ルイコフ、政治家、ソ連首相（* 1881年）
- 1938年 - ニコライ・クレスチンスキー、ソ連外交官（* 1883年）
- 1938年 - ニコライ・ブハーリン、ソ連共産党政治局員（* 1888年）
- 1938年 - ゲンリフ・ヤゴーダ、元ソ連内務人民委員部長（* 1891年）
- 1942年 - アレクサンダー・フォン・ツェムリンスキー、作曲家（* 1871年）
- 1942年 - 安井仲治、写真家（* 1903年）
- 1945年 - ピエール・ドリュ＝ラ＝ロシェル、小説家（* 1893年）
- 1948年 - 山崎達之輔、政治家（* 1880年）
- 1956年 - オースティン・オスマン・スパー、画家（* 1886年）
- 1957年 - 村田省蔵、元逓信大臣、鉄道大臣（* 1878年）
- 1958年 - 久保栄、劇作家、演出家（* 1900年）
- 1958年 - 川村喜十郎[15]、実業家、大日本インキ製造(現・DIC)創業者（* 1880年）
- 1959年 - レスター・ヤング、ジャズミュージシャン（* 1909年）
- 1962年 - アーサー・コンプトン、実験物理学者（* 1892年）
- 1966年 - 法村康之[16]、舞踏家（* 1904年）
- 1969年 - 武藏山武、大相撲力士、第33代横綱（* 1909年）
- 1970年 - アルチュール・アダモフ、劇作家（* 1908年）
- 1975年 - アリストテレス・オナシス、実業家（* 1906年）
- 1974年 - 楠勝平、漫画家（* 1944年）
- 1976年 - 鎌原正巳、作家（* 1905年）
- 1977年 - アントニオ・ロッカ、プロレスラー（* 1927年）
- 1979年 - レオニード・マシーン、バレエダンサー（* 1896年）
- 1981年 - 堀口大學、詩人（* 1892年）
- 1981年 - ルネ・クレール、映画監督（* 1898年）
- 1982年 - 白川一、プロ野球選手（* 1922年）
- 1991年 - 松村勝男、家具デザイナー（* 1923年）
- 1993年 - 平田次郎、政治家、元香川県宇多津町長 (* 1933年）
- 1995年 - 田中寿美子、政治家（* 1909年）
- 1995年 - 福島知春、プロ野球選手（* 1954年）
- 1996年 - 麻生和子、第45・48～51代内閣総理大臣・吉田茂の三女（* 1915年）
- 1997年 - 大庭さち子、作家、翻訳家（* 1904年）
- 1997年 - 木下勇、プロ野球選手（* 1920年）
- 1998年 - ベンジャミン・スポック、小児科医（* 1903年）
- 1999年 - 佐藤伸治、歌手、ギタリスト（フィッシュマンズ）（* 1966年）
- 2000年 - 粟津號、俳優（* 1945年）
- 2002年 - パット・ウィーバー、実業家、元NBC社長（* 1908年）
- 2004年 - ウイリアム・ヘイワード・ピカリング、ロケット科学者（* 1910年）
- 2004年 - 松本民之助、作曲家、教育者、東京藝術大学名誉教授（* 1914年）
- 2004年 - ジョン・ポープル、化学者（* 1925年）
- 2004年 - 神山卓三、声優（* 1931年）
- 2005年 - 鈴木松治、マタギ（* 1920年）
- 2006年 - ゲオルギオス・ラリス、元ギリシャ首相（* 1918年）
- 2006年 - 辻山清、政治活動家、総会屋、地主、運送会社・警備会社役員（* 1944年）
- 2007年 - 吉原信之、三陽商会創業者（* 1916年）
- 2007年 - ボウイ・キューン、MLBコミッショナー（* 1926年）
- 2007年 - スチュアート・ローゼンバーグ、映画監督、演出家（* 1927年）
- 2008年 - 鈴木敏通、陸上幕僚長（* 1924年）
- 2008年 - 佐々木繁明、実業家（* 1930年）
- 2008年 - マイキー・ドレッド、レゲエ歌手（* 1954年）
- 2009年 - シンキチ・タジリ、彫刻家（* 1923年）
- 2009年 - 花房秀三郎、細菌学者、ロックフェラー大学名誉教授、元大阪バイオサイエンス研究所所長（* 1929年）
- 2009年 - ロン・シルヴァー、俳優、政治活動家（* 1946年）
- 2010年 - 勝呂忠[17]、画家（* 1926年)
- 2010年 - 清水一行、小説家（* 1931年)
- 2011年 - マーティー・マリオン、プロ野球選手（* 1916年）
- 2011年 - 加藤孟[18]、KORG創業者・元社長（* 1926年）
- 2011年 - 瀬木慎一、美術評論家（* 1931年）
- 2011年 - 吉村益信、美術家（* 1932年）
- 2011年 - ヤコフ・クライツベルク、指揮者（* 1959年）
- 2011年 - ネイト・ドッグ、R&B歌手（* 1969年）
- 2014年 - 山本繁太郎、政治家、元建設官僚、前山口県知事（* 1948年）
- 2014年 - スコット・アシュトン、ドラマー（* 1949年）
- 2014年 - 渡辺茂樹、音楽プロデューサー（* 1951年）
- 2014年 - 安西マリア、歌手、女優（* 1953年）
- 2014年 - 藤巻幸夫、実業家（* 1960年）
- 2015年 - 高村勣[19]、元日本生活協同組合連合会会長（* 1923年）
- 2015年 - 徐才厚、中国共産党中央政治局第17期委員、党中央軍事委員会元副主席（* 1943年）
- 2015年 - マイク・ポーカロ、ミュージシャン（* 1955年）
- 2016年 - 作田啓一、社会学者、京都大学名誉教授（* 1922年）
- 2016年 - 福居良、ジャズピアニスト（* 1948年）
- 2017年 - 龍隆行、プロボウラー、元プロ野球選手（* 1941年）
- 2017年 - ロドリゴ・バルデス、プロボクサー（* 1946年）
- 2018年 - フランツ・オーベルヴィンクラー、菌学者（* 1939年）
- 2019年 - ジャン＝ピエール・リシャール、文芸評論家（* 1922年）
- 2019年 - 森川敏雄、銀行家、元住友銀行（現三井住友銀行）頭取（* 1933年）
- 2019年 - 樽本庄一、政治家、元加古川市長（* 1940年）
- 2019年 - 楢崎欣弥、政治家、元民主党衆議院議員（* 1943年）
- 2019年 - レオ澤鬼、画家、イラストレーター（* 1948年）
- 2019年 - オクウィ・エンヴェゾー、キュレーター、批評家、作家、詩人（* 1963年）
- 2020年 - ヴィットリオ・グレゴッティ、建築家（* 1927年）
- 2020年 - 諏訪兼位、地球科学者、元日本福祉大学学長、名古屋大学名誉教授（* 1928年）
- 2020年 - 朝倉正昭、体育学者、国士舘大学名誉教授、元学長（* 1941年）
- 2020年 - クリス・リード、フィギュアスケート選手（* 1989年）
- 2021年 - 大塚康生、アニメーター（* 1931年）
- 2021年 - 儀間紀善[20]、実業家（* 1933年）
- 2021年 - ヤフェット・コットー、俳優（* 1939年）
- 2021年 - 橘家圓三、落語家（* 1947年）
- 2021年 - 水木正子、女優（* 1948年）
- 2021年 - 安西正弘、俳優、声優（* 1954年）
- 2022年 - 山本まつ子[21]、絵本作家（* 1924年）
- 2022年 - ラウロ・フレッド・カヴァゾス、政治家、医学者、教育者、元米国教育長官（* 1927年）
- 2022年 - ユージン・ニューマン・パーカー、宇宙物理学者、太陽物理学者（* 1927年）
- 2022年 - 笹山栄一、俳優（* 1931年）
- 2022年 - 呂良煥、プロゴルファー（* 1936年）
- 2022年 - オレグ・ミチャーエフ、軍人（* 1974年）
- 2023年 - 中山太郎、政治家、医師、第112-113代外務大臣、第11代沖縄開発庁長官、第28代総理府総務長官（* 1924年）
- 2024年 - 西川順之助、バレーボール選手、ジャーナリスト、元中日ドラゴンズ球団社長（* 1932年）
- 2025年 - 麻生渡、政治家、官僚（* 1939年）

## 記念日・年中行事

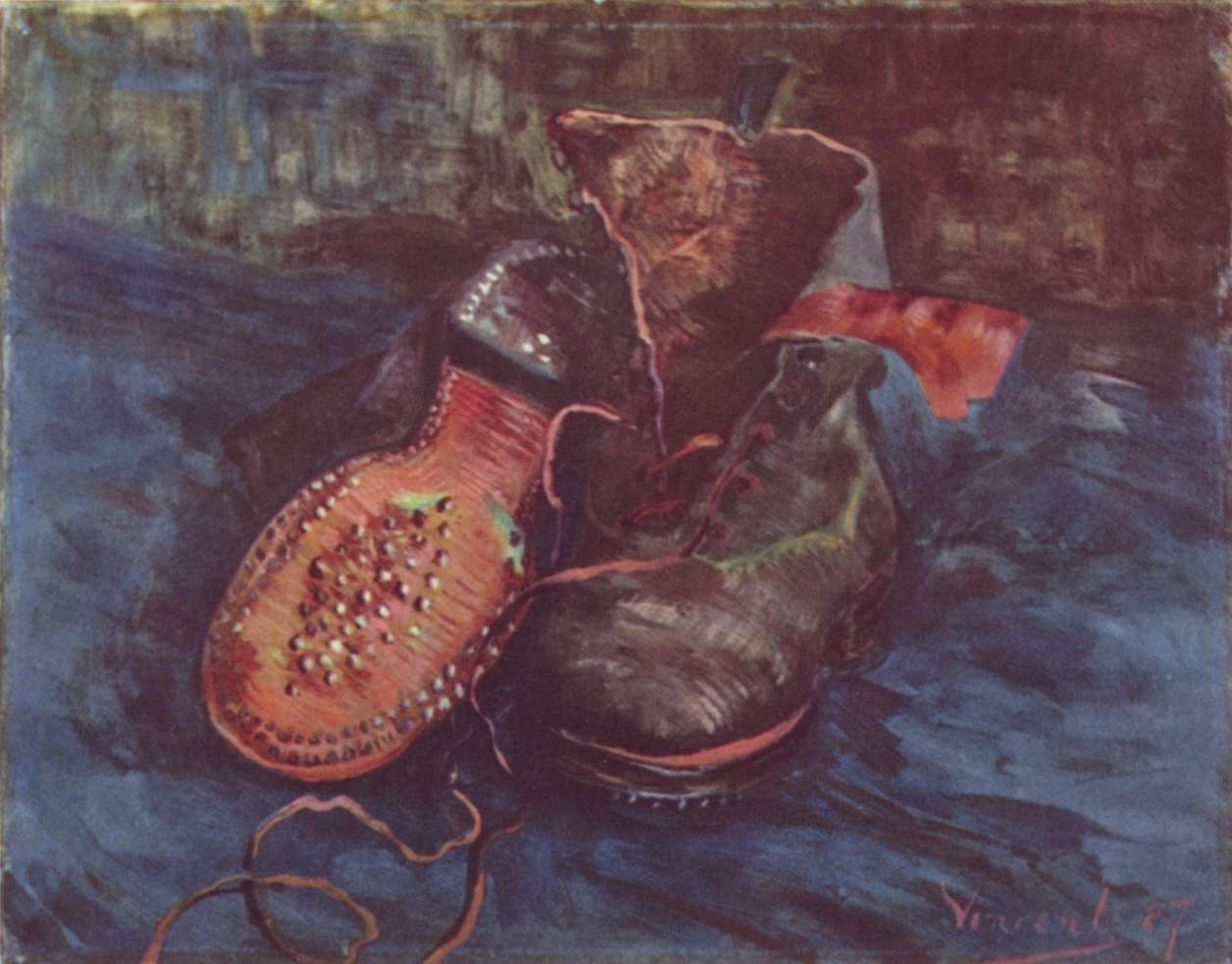
靴の記念日。画像はフィンセント・ファン・ゴッホ画『静物、靴』(1887)

- 世界消費者権利デー（ 世界）
国際消費者機構の消費者運動の統一行動日。1983年から実施。この日にジョン・F・ケネディアメリカ合衆国大統領が「消費者には権利がある」との一般教書を発表したことにちなむ。
- 1848年の革命と自由戦争記念日（ ハンガリー）
1848年のペシュト蜂起を記念。
- 憲法記念日（ ベラルーシ）
1994年3月15日に採択されたベラルーシ共和国の憲法を記念する祝日。
- 靴の記念日（ 日本）
日本靴連盟が1932年に制定。明治3年（1870年）旧暦3月15日、西村勝三が築地に日本初の西洋靴の工場「伊勢勝造靴場」を開設した。
- 万国博デー（ 日本）
1970年のこの日、前日に開会式が行われた日本万国博覧会（大阪万博）の一般入場が開始された。
- サイコの日（ 日本）
映画『ヒッチコック』を記念してサ（3月）イコ（15日）をサイコの日と制定された。
- 涅槃会（ 日本）
旧暦2月15日は釈迦が亡くなったとされる日で、各寺院で釈迦の遺徳を偲ぶ法会が行われる。本来は旧暦の2月15日であるが、明治の改暦以降は新暦の2月15日や月遅れの3月15日に行う寺院もある。
- 温泉むすめの日（ 日本）
各地の温泉地をモチーフとしたキャラクターを制作し、全国の温泉地や地方都市を盛り上げる「温泉むすめプロジェクト」を多くの人に周知し、いつまでも愛してもらうことを目的に、株式会社エンバウンドが制定。日付はプロジェクトが本格的に始動した2017年3月15日から[22]。
- 豊年祭（ 日本）
愛知県小牧市の田縣神社で行なわれる五穀豊穣、万物育成、子孫繁栄を祈願する祭礼。この祭では、木曽ヒノキで作った直径60センチ、長さ2メートル余りの大男茎形（男性のシンボル）を御輿に載せて、厄男たちが御旅所から田縣神社まで担ぐ[23]。
- 内黒田はだか参り（ 日本）
千葉県四街道市の内黒田熊野神社（旧熊野三社大権現）で行われる、五穀豊穣と無病息災を祈願する神事。修験道の流れを汲み、江戸時代後期には行われていたと伝わる。鳥居脇の焚き火「かまやき」にあたると、その年は病気知らずになると伝えられている[24]。
- SideMサイコーの日 ( 日本)
バンダイナムコエンターテインメントより展開されている男性アイドル育成コンテンツ「アイドルマスターSideM」の魅力をより多くの人に知ってもらうために制定された記念日。日付は同コンテンツにて登場する事務所「315プロダクション」と最高(サイコー=315)に因んでいる。[25]